# UFC Japan
UFC Japan: Ultimate Japan（ユーエフシー・ジャパン：アルティメット・ジャパン、別名UFC 15.5）は、アメリカ合衆国の総合格闘技団体「UFC」の大会の一つ。1997年12月21日、神奈川県横浜市の横浜アリーナで開催された。本大会はUFC初の日本開催の大会であり、UFC-J事務局が運営する初の日本大会でもあった。

## 大会概要
本大会は、UFCが初めてアメリカ合衆国以外の国で開催された大会（アメリカの自治領プエルトリコでの開催（UFC 8）はあり）で、UFC初の日本大会となった。
メインイベントのUFC世界ヘビー級タイトルマッチで、挑戦者ランディ・クートゥアが王者モーリス・スミスを破り、第3代UFC世界ヘビー級王者となった。
初代UFC世界ミドル級（後のライトヘビー級）王座決定戦では、UFC初出場のフランク・シャムロックがケビン・ジャクソンを破り、初代王者となった。
日本人勢は、UFC-Jが提携関係にあったキングダムから安生洋二と桜庭和志がヘビー級トーナメントに出場した。金原弘光の代打で急遽出場した桜庭和志が1回戦でマーカス・コナンと対戦し、レフェリーの誤審（レフェリーがVTRを確認し、レフェリーストップによる桜庭のTKO負けから無効試合に変更）により無効試合となるも、もう一方のブロックで1回戦を勝ち上がったタンク・アボットが怪我により棄権したため、決勝でマーカス・コナンと再戦することになり、腕ひしぎ十字固めで一本勝ちを収め、ヘビー級トーナメントを優勝。マイクで「プロレスラーは本当は強いんです」「昨日は1時前までポケモンやってました」と発言し、一躍名を挙げることになった。
なお、主催者発表では1万人以上と発表されている観客数だったが、実際には動員に苦戦していたことが伝えられている。
フランク・シャムロックと桜庭和志がUFCに初出場した。
2016年まで長年UFCで実況アナウンサーを務めることになるマイク・ゴールドバーグが初めて実況アナウンサーを務めた。

## 日本でのテレビ放送
日本では当日深夜に日本テレビとよみうりテレビで1時間25分番組の録画中継番組が放送された。解説とゲストは当時パンクラス所属の高橋義生と作家の夢枕獏。インタビュアーはタレントの安西ひろこが務めた。日本テレビは1時1分から2時40分まで放送され、ビデオリサーチ調べの平均視聴率は、4.0%で最高瞬間視聴率は5.9%。占拠率は37.8%に及んだ。よみうりテレビは3時25分から4時50分の放送で平均視聴率は2.9%、占拠率は70%だった。

## 試合結果
第1試合 ヘビー級 12分1R
○  トレイ・テリグマン vs.  ブラッド・コーラー ×
1R 10:05 腕ひしぎ十字固め
第2試合 UFC-Jヘビー級トーナメント 1回戦 15分1R
○  タンク・アボット vs.  安生洋二 ×
1R終了 判定3-0
アボットは拳の骨折により、勝利後にトーナメントを棄権
第3試合 UFC-Jヘビー級トーナメント 1回戦 15分1R
－  桜庭和志 vs.  マーカス・コナン －
1R 1:51 無効試合（誤審）
※アボットの負傷棄権により両者が決勝進出
第4試合 UFC世界ミドル級王座決定戦 21分1R
○  フランク・シャムロック vs.  ケビン・ジャクソン ×
1R 0:16 腕ひしぎ十字固め
※シャムロックが王座獲得に成功
第5試合 ヘビー級 15分1R
○  ビクトー・ベウフォート vs.  ジョー・チャールズ ×
1R 4:03 腕ひしぎ十字固め
第6試合 UFC-Jヘビー級トーナメント 決勝戦 15分1R
○  桜庭和志 vs.  マーカス・コナン ×
1R 3:44 腕ひしぎ十字固め
※桜庭がトーナメント優勝
第7試合 UFC世界ヘビー級タイトルマッチ 21分1R
○  ランディ・クートゥア vs.  モーリス・スミス ×
1R終了 判定2-1
※クートゥアが王座獲得に成功